# Yangjae-dong
Yangjae-dong là một dong, phường của Seocho-gu ở Seoul, Hàn Quốc. Yangjae-dong được chia thành 2 dong khác biệt là Yangjae 1-dong và 2-dong.
Đại học tốt nghiệp lửa 3 ngôi nằm ở Yangjae-dong.

## Lịch sử
- 1 tháng 7 năm 1973 đổi từ Yeongdeungpo-gu sang Seongdong-gu.
- 1 tháng 10 năm 1975 đổi từ Quận Seongdong sang Gangnam.
- 1 tháng 1 năm 1988 đổi từ Quận Gangnam sang Seocho-gu
- 1992 chia thành Yangjae 1 và 2-dong.

## Giáo dục
- Trường phổ thông
  - Trường phổ thông Yangjae
  - Trường phổ thông Eonnam
- Trường trung học
  - Trường trung học Eonnam
  - Trường quốc tế Rainbow
- Trường tiểu học
  - Trường tiểu học Maeheon
  - Trường tiểu học Yangjae

## Vận chuyển
- Ga Yangjae của Tuyến Seoul 3 và Tuyến Shinbundang
- Ga rừng Yangjae của Tuyến Shinbundang
- Ga Cheonggyesan của Tuyến Shinbundang

## Liên kết
- Trang chính thức Seocho-gu
- Bản đồ Seocho-gu Lưu trữ ngày 19 tháng 12 năm 2012 tại archive.today tại trang chủ Seocho-gu
- (tiếng Hàn) Văn phòng dân cư Yangjae 1-dong